# Seulberg
Seulberg ist ein Stadtteil der Stadt Friedrichsdorf und einer der ältesten Orte im südhessischen Hochtaunuskreis. Es liegt etwa 20 Kilometer nördlich von Frankfurt am Main.

## Geografie
Seulberg ist der südlichste Stadtteil von Friedrichsdorf und liegt im Vordertaunus westlich der A 5. Der alte Ortskern liegt am Seulbach am Ende des Bottigtals. Die Besiedlung hat sich größtenteils in westlicher Richtung zum Hardtwald hin ausgedehnt und so auch mit der Papageiensiedlung an der Hardtwaldallee den südlichen bis zum Dammwald den nördlichen Hang des Bottigtals erreicht, während das Tal selbst dem Seulbach, Streuobstwiesen und landwirtschaftlich genutzten Flächen vorbehalten ist. Ferner gehören ein Teil des großen Waldgebiets sowie die Siedlungen Römerhof und Schäferborn zur Gemarkung. Somit grenzt Seulberg an den Ortsteil Burgholzhausen und am gesamten südlichen Teil an die Stadt Bad Homburg.

## Geschichte

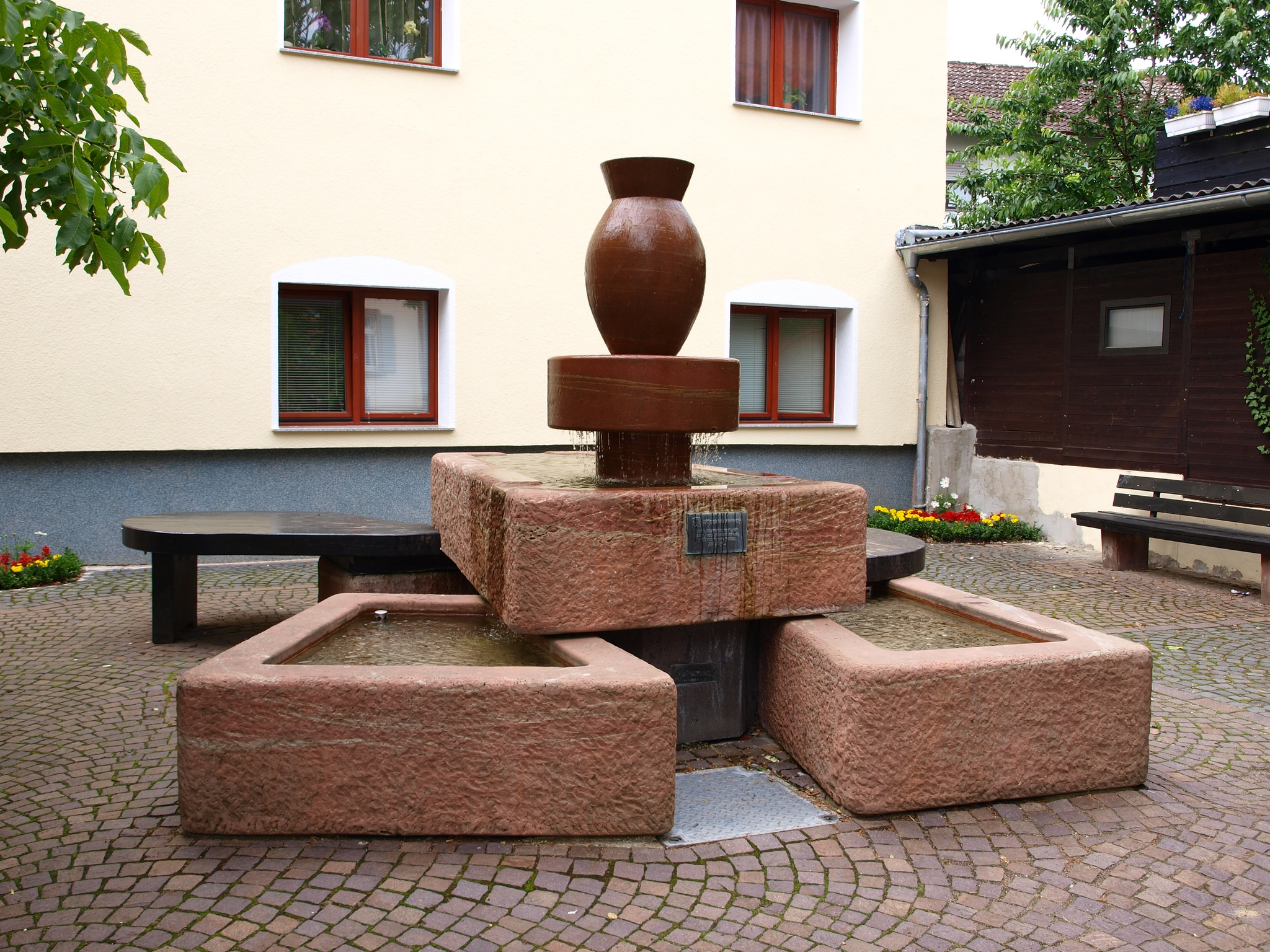
Töpferbrunnen – Symbol für die Töpferei

An einem Talhang bei Seulberg fanden sich Hinterlassenschaften einer 34.000 Jahre alten Freilandstation aus der Altsteinzeit. Laut archäologischen Untersuchungen in den Jahren 2011 und 2023 mit etwa 1500 Fundobjekten war sie Ausgangspunkt für die Jagd auf Wildpferde.
Nahe der Autobahn A 5 wurden Spuren der Rössener Kultur aus dem Neolithikum gefunden. Bewirtschaftet wurde das Gebiet auch von den Römern. Sie errichteten eine Villa Rustica. Der Name des Ortes, „Seulberg“, ist von Suleburc (sule = Sumpf, feuchtes Gebiet) abzuleiten. Seine älteste erhaltene Erwähnung findet sich im Lorscher Codex für das Jahr 767. Seulberg gilt als eine der ältesten Siedlungen im Hochtaunuskreis.
Seit dem Spätmittelalter war Seulberg Teil des Amtes Homburg. 1486 verkaufte Gottfried X. von Eppstein mit Einwilligung des Lehensherrn, des hessischen Landgrafen, das Amt Homburg samt den zugehörigen Dörfern – also einschließlich Seulberg – für 19.000 Gulden an Graf Philipp I. (den Jüngeren) von Hanau-Münzenberg. Die Hanauer Grafen behielten das Amt aber nicht lange. 1504 unterlag Hanau im Landshuter Erbfolgekrieg, Landgraf Wilhelm II. von Hessen dagegen stand auf Seiten der Sieger und beschlagnahmte das Amt. Auf dem Reichstag von Worms kam es 1521 zu einem Vergleich durch die Vermittlung Kaiser Karls V.: Gegen Zahlung einer Summe von 12.000 Gulden verzichteten die Grafen von Hanau auf ihre Ansprüche.
Zwischen 1652 und 1656 fielen 26 Frauen und 6 Männer der Hexenverfolgung zum Opfer. Sie wurden auf dem Homburger Platzenberg hingerichtet.
Neben Landwirtschaft und Leinenweberei war in Seulberg Töpferei lange ein wichtiger Erwerbszweig. Mit den Hugenotten in Friedrichsdorf bestanden rege Handelsbeziehungen.
1934 erhielt Seulberg eine Wasserleitung und Abwasserkanäle, der 750 m³ fassende Hochbehälter an der höchsten Stelle des Hardtwalds wurde 1965 in Betrieb genommen.
Um der Wohnungsnot nach dem Zweiten Weltkrieg entgegenzuwirken, entstand in den Nachkriegsjahren ein neues Wohngebiet nordwestlich des Ortskerns zwischen der Homburger Bahn und den heutigen Straßen Alt Seulberg und Hardtwaldallee. Westlich der Bahnstrecke folgten 1964 das fast 120.000 m² umfassende Baugebiet Homburger Weg, später Papageiensiedlung genannt, sowie in eigener Regie der Gemeinde 1966 das gut 95.000 m² große Baugebiet Berliner Straße.
1968 wurde eine Städtepartnerschaft mit der österreichischen Marktgemeinde Bad Wimsbach-Neydharting ins Leben gerufen.
Im Zuge der Gebietsreform in Hessen wurden am 1. August 1972 kraft Landesgesetz die bisherige Stadt Friedrichsdorf und die Gemeinden Seulberg, Köppern und Burgholzhausen vor der Höhe zur heutigen Stadt Friedrichsdorf zusammengeschlossen. Der letzte Seulberger Bürgermeister Wilfried Fey (SPD) wurde Bürgermeister der neuen Gemeinde.

## Wappen
Am 9. April 1968 wurde der Gemeinde Seulberg im damaligen Obertaunuskreis ein Wappen mit folgender Blasonierung verliehen: In einem von Rot und Silber gespaltenen Schild ein Hufeisen mit 6 Nagellöchern in verwechselten Farben.
Das nach unten geöffnete Hufeisen aus dem Seulberger Wappen wurde nach der Gebietsreform in das Friedrichsdorfer Wappen übernommen. Dieses Zeichen wurde zirka 1847 als Hinweis auf die Landwirtschaft übernommen. Zuvor hatte es andere Symbole gegeben, die auf die damals in Seulberg wichtige Töpferei hinwiesen, sie erschienen aber nicht mehr zeitgemäß, nachdem nicht mehr getöpfert wurde (Der letzte Brand im Aulofen war im Jahr 1847).

## Kultur und Sehenswürdigkeiten

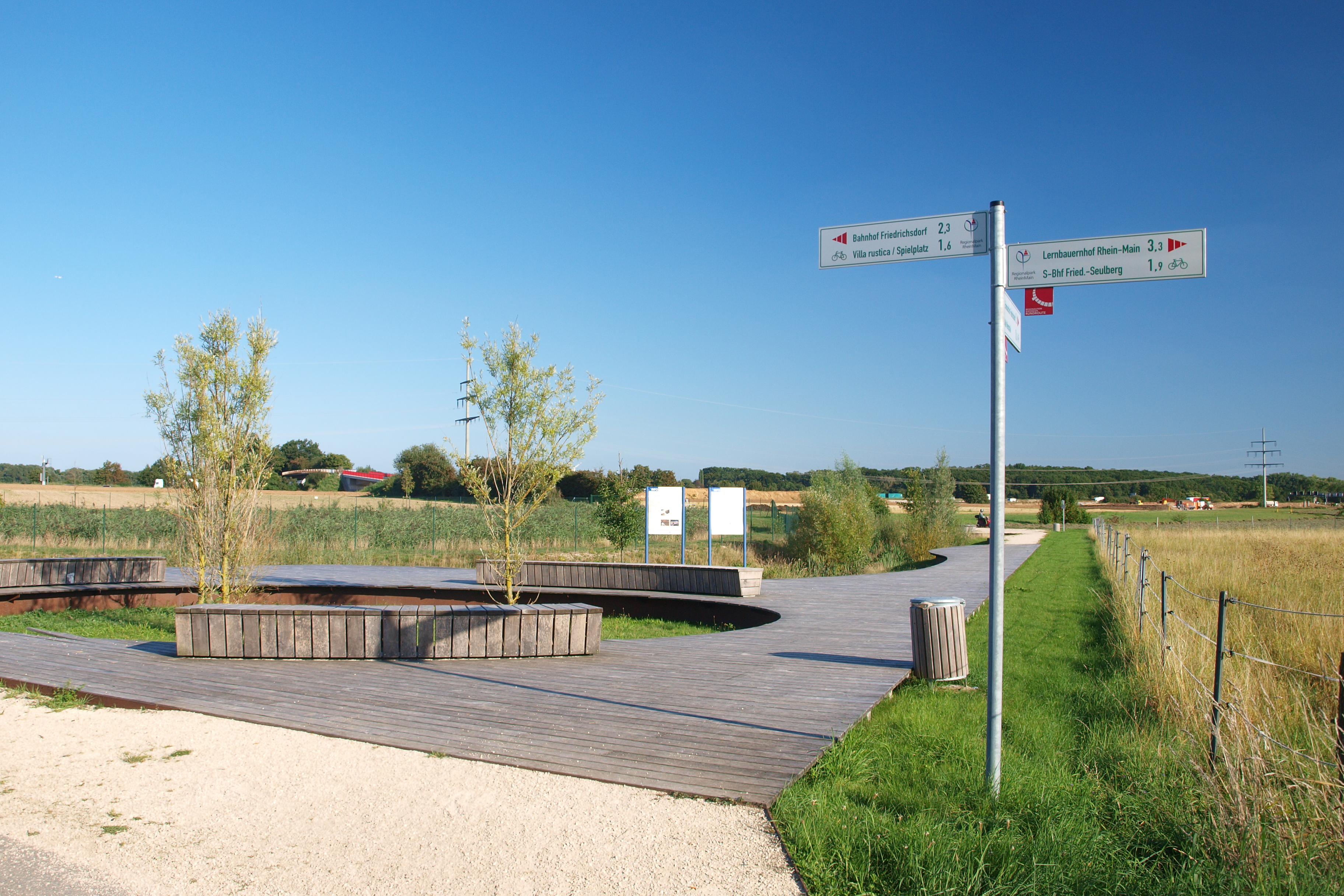
„Sonnendeck am Rehlingsbach“ an der Regionalpark-Rundroute

### Museen
In Seulberg befindet sich das Heimatmuseum Seulberg, das auf 350 Quadratmeter einen Schwerpunkt der Landwirtschaft, dem Handwerk und der Töpferei bietet. Außerdem gibt es hier mehrmals im Jahr einen Markt (beispielsweise zu Nikolaus oder Ostern) und Sonderausstellungen.

### Bauwerke

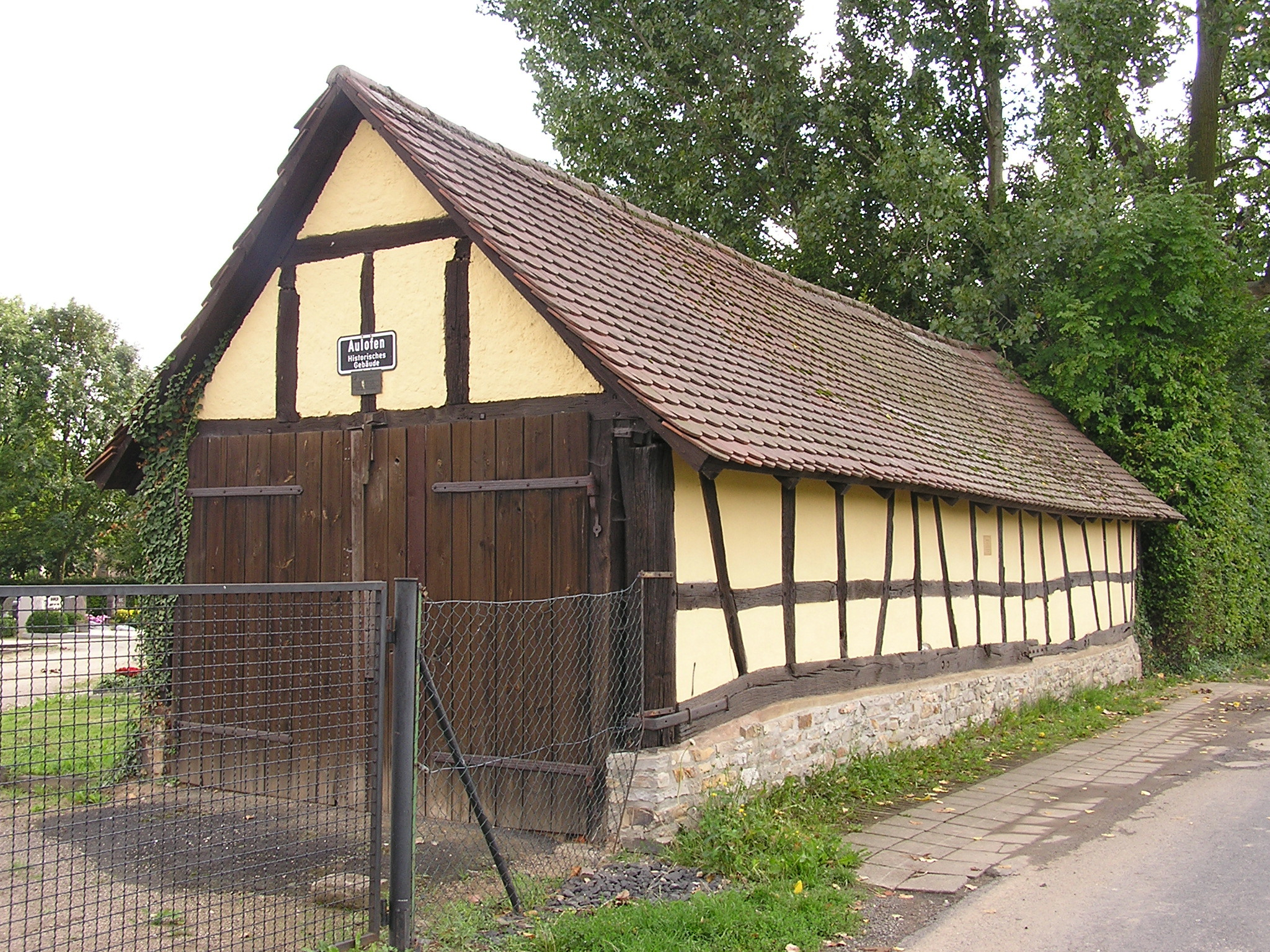
Der Aulofen – ein Ofengebäude zum Brennen der Töpfe

Direkt im alten Ortskern, gegenüber dem Heimatmuseum, steht die 1862–1864 an Stelle einer Vorgängerkapelle errichtete neugotische evangelisch-lutherische Kirche. Als Baumaterial wurden die in großer Zahl verfügbaren Backsteine verwendet, die im Aulofen gebrannt wurden. Der Ofen wurde versetzt und steht heute am Ortsrand neben dem Friedhof. Als Denkmal für die Töpferei steht vor der Kirche der Töpferbrunnen.

### Jüdischer Friedhof
Der jüdische Friedhof aus der Zeit des Barock diente bis 1865 auch der jüdischen Gemeinde in Bad Homburg vor der Höhe als Begräbnisstätte. Die letzte Bestattung fand hier im Jahre 1924 statt. In der Pogromnacht im Jahre 1938 wurde der Friedhof teilweise zerstört, einige Grabsteine wurden später zum Ausbau des Seulbachs verwandt.

## Wirtschaft und Infrastruktur

### Verkehr
Seulberg verfügt über einen Haltepunkt an der Bahnstrecke Frankfurt–Friedrichsdorf. Bedient wird dieser durch die S-Bahn-Linie S5 sowie durch die Regionalbahn-Linie RB 15. Zusätzlich fährt die Buslinie 56 von und nach Frankfurt Nieder Eschbach.

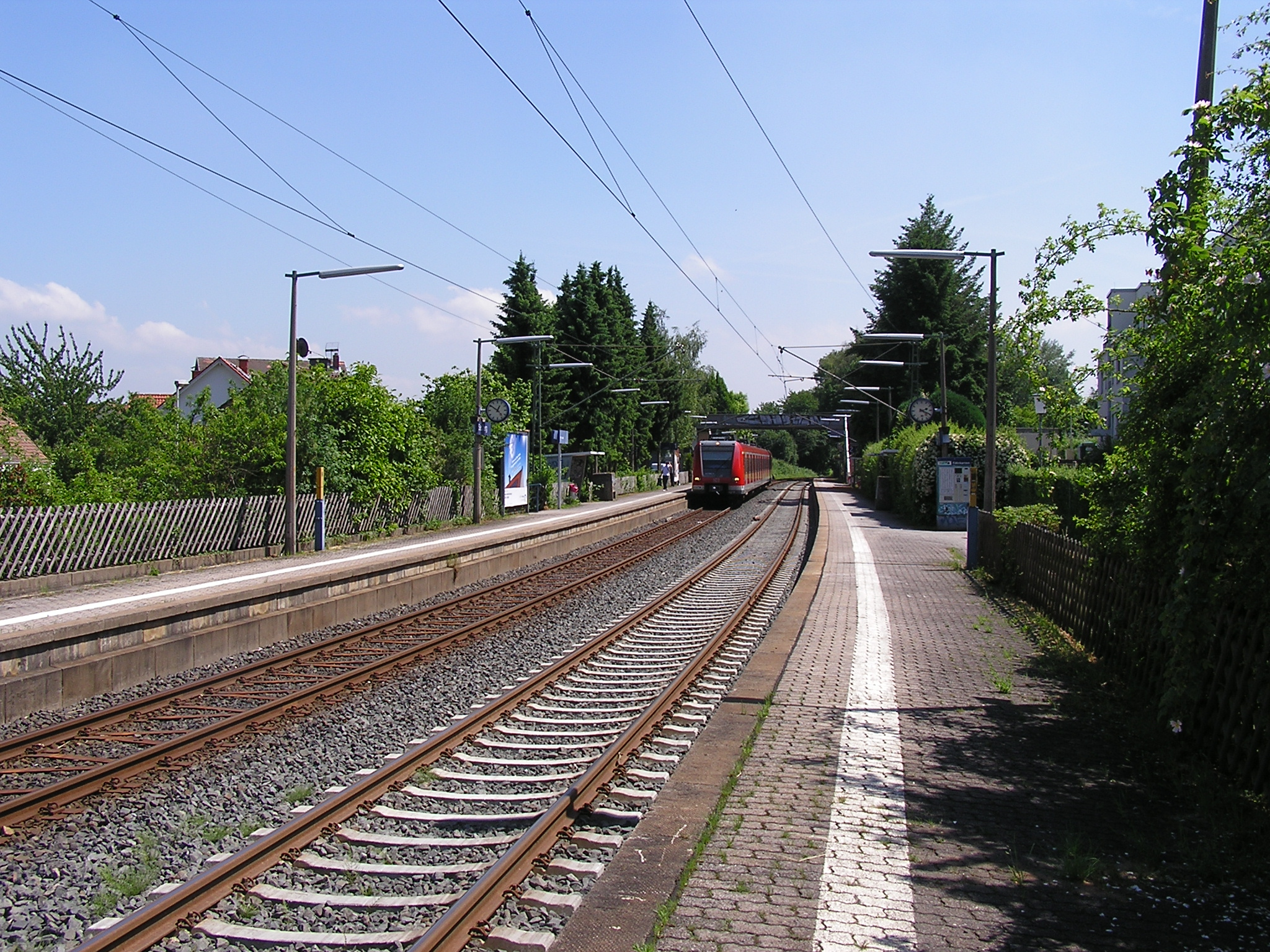
Haltepunkt Seulberg

Seit 1990 besitzt Seulberg eine Umgehungsstraße, die an die Zubringerstraßen nach Friedrichsdorf (Höhenstraße), Burgholzhausen (bis 2014), Ober-Erlenbach und Gonzenheim anschließt und nordöstlich um den alten Ortskern herumführt. Ursprünglich sollte sie Teil der Friedrichsdorfer Entlastungsstraße werden, was wegen der höheren Kosten für einen Lärmschutz verworfen wurde. Stattdessen wurde eine parallel zur Autobahn verlaufende Variante gewählt.

### Schulen
Am westlichen Ortsrand befindet sich die Grundschule Hardtwaldschule Seulberg, die vormals Grundschule Seulberg hieß. Sie bietet zusätzlich die Eingangsstufe an.

### Freizeit- und Sportanlagen
Eine (große) Sporthalle und die Sporthalle des TV Seulberg, zwei Sportplätze und zwei Tennisplätze sind neben der Hardtwaldschule Seulberg zu finden. In unmittelbarer Nachbarschaft der Sporthallen und -plätze liegt eine Minigolfanlage, die genau neben dem zweiten Tennisplatz zu finden ist. Oberhalb des Rasenplatzes liegt bereits an der Hardtwaldallee der Schießstand des Seulberger Schützenvereins. In der Nähe von der Grundschule liegt außerdem vor dem Bahndamm ein Bolzplatz, auf dem ein Fußballfeld, ein Beachvolleyballfeld und ein Sandkasten für Kinder und Jugendliche zur Verfügung stehen.
Ebenfalls im Bottigtal, hinter der Hardtwaldschule, befindet sich der „Kletterwald Taunus“. Dort kann unter Aufsicht zu bestimmten Zeiten über Seile und Plattformen zwischen den Bäumen geklettert werden. Das Gelände ist frei zugänglich.
In Seulberg befindet sich außerdem ein Jugendtreff.

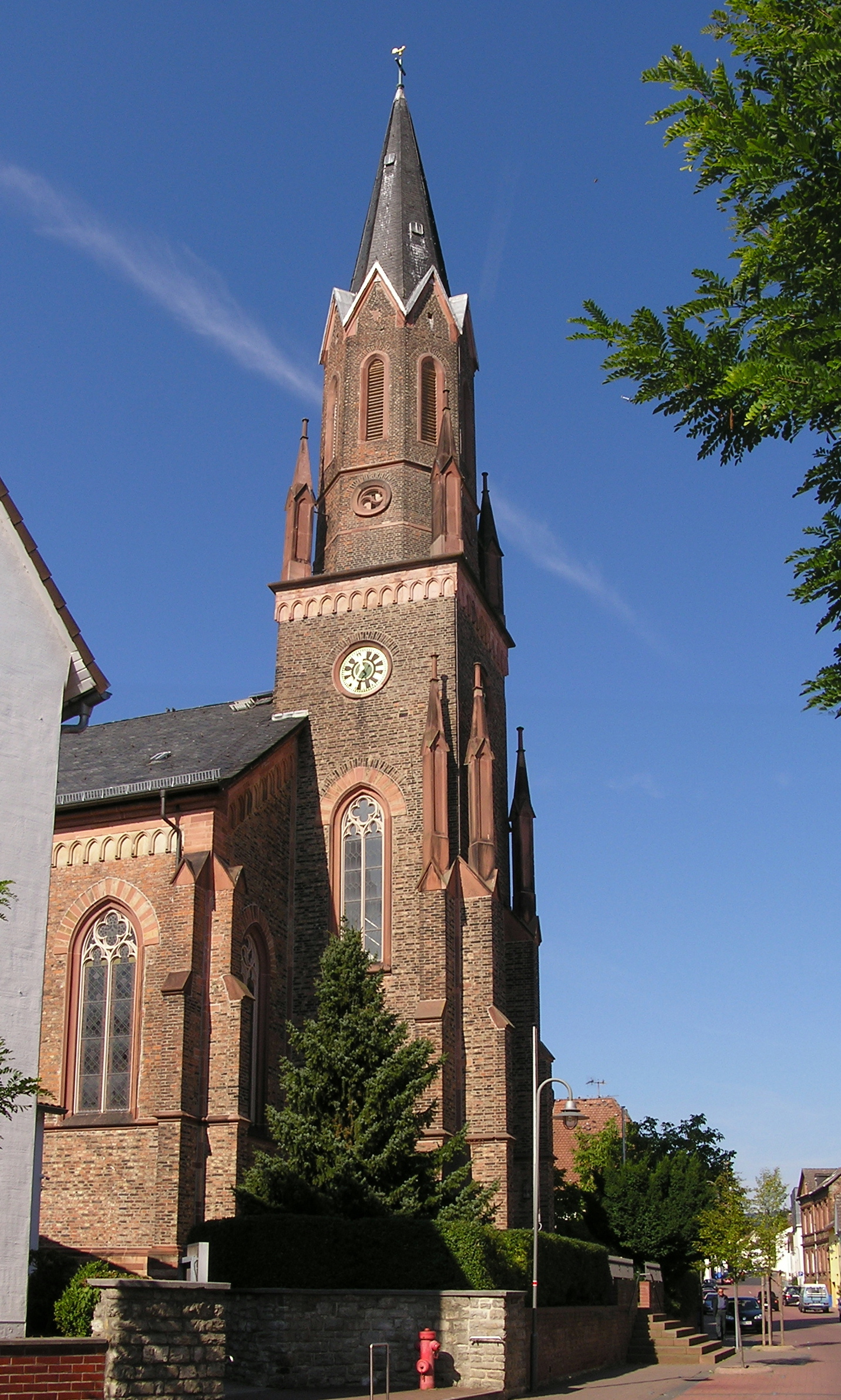
Evangelisch-lutherische Kirche (1862)